# Course à l'américaine aux Jeux olympiques d'été de 2000
Navigation
Athènes 2004
La course à l'américaine est l'une des douze compétitions de cyclisme sur piste aux Jeux olympiques de 2000. Elle a été disputée par 14 équipes le 21 septembre. Cette course consistait en 240 tours de piste, soit 60 km. Il s'agissait d'une course par relais, permettant à un cycliste de récupérer pendant que son équipier courait.
C'est la première apparition de l'américaine aux Jeux olympiques.

## Course (21 septembre)
| Rang                                | Coureur                                       | Points        |
| ----------------------------------- | --------------------------------------------- | ------------- |
| Médaille d'or, Jeux olympiques      | Australie Brett Aitken et Scott McGrory       | 26            |
| Médaille d'argent, Jeux olympiques  | Belgique Etienne De Wilde et Matthew Gilmore  | 22            |
| Médaille de bronze, Jeux olympiques | Italie Silvio Martinello et Marco Villa       | 15            |
| 4.                                  | Grande-Bretagne Rob Hayles et Bradley Wiggins | 13            |
| 5.                                  | Autriche Roland Garber et Werner Riebenbauer  | 10            |
| 6.                                  | Allemagne Guido Fulst et Thorsten Rund        | 9             |
| 7.                                  | Argentine Juan Curuchet et Gabriel Curuchet   | 9             |
| 8.                                  | Pays-Bas Robert Slippens et Danny Stam        | 8             |
| 9.                                  | Ukraine Alexander Fedenko et Vasyl Yakovlev   | 8             |
| 10.                                 | France Christophe Capelle et Robert Sassone   | 5             |
| 11.                                 | Suisse Kurt Betschart et Bruno Risi           | 5             |
| 12.                                 | Danemark Jimmi Madsen et Jakob Piil           | 5             |
| 13.                                 | Espagne Isaac Gálvez et Juan Llaneras         | 3             |
| 14.                                 | Russie Eduard Gritsun et Anton Shantyr        | 5 (- 2 tours) |

## Sources
- Résultats